# Placówka Straży Granicznej I linii „Starza”
Placówka Straży Granicznej I linii „Starza” – jednostka organizacyjna Straży Granicznej pełniąca służbę ochronną na granicy polsko-niemieckiej w okresie międzywojennym.

## Geneza
Na wniosek Ministerstwa Skarbu, uchwałą z 10 marca 1920 roku, powołano do życia Straż Celną. Od połowy 1921 roku jednostki Straży Celnej rozpoczęły przejmowanie odcinków granicy od pododdziałów Batalionów Celnych. W 1921 roku na terenie Cieszyna (wcześniej Konradowa) stacjonował sztab 2 kompanii 14 batalionu celnego. 2 kompania wystawiła placówkę w Starzy. 
Proces tworzenia Straży Celnej trwał do końca 1922 roku. Placówka Straży Celnej „Starza” weszła w podporządkowanie komisariatu Straży Celnej „Konradów” z Inspektoratu SC „Ostrów”.

## Formowanie i zmiany organizacyjne
Rozporządzeniem Prezydenta Rzeczypospolitej Polskiej Ignacego Mościckiego z 22 marca 1928 roku, do ochrony północnej, zachodniej i południowej granicy państwa, a w szczególności do ich ochrony celnej, powoływano z dniem 2 kwietnia 1928 roku  Straż Graniczną.
Rozkazem nr 3 z 25 kwietnia 1928 roku w sprawie organizacji Wielkopolskiego Inspektoratu Okręgowego dowódca Straży Granicznej gen. bryg. Stefan Pasławski określił strukturę organizacyjną komisariatu SG „Sośnie”. 
Rozkazem komendanta Straży Granicznej z 10 lipca 1929  w sprawach organizacyjnych utworzono nową placówkę w m. Starża w ramach komisariatu SG „Sośnie”.

## Służba graniczna
Sąsiednie placówki:
- placówka Straży Granicznej I linii „Bogdaj” ⇔ placówka Straży Granicznej I linii „Konradów” − styczeń 1930[9]